# 国民劇場 (プラハ)
国民劇場（こくみんげきじょう、チェコ語: Národní Divadlo）は、チェコの首都プラハにある劇場。チェコの歴史と芸術を代表する建築物である。
国民劇場は、音楽の盛んなチェコにおける最重要機関であり、チェコを代表する芸術家らによって創設、維持されてきた。この伝統により、チェコの言語、音楽、思想などが保存・発展してきたものである。
今日では、国民劇場はオペラ、バレエ、演劇を提供している。いずれも、著名なクラシックなどに限定せず、地域のものや現代のものも上演している。

## 国民劇場の建設（1844年から1881年）

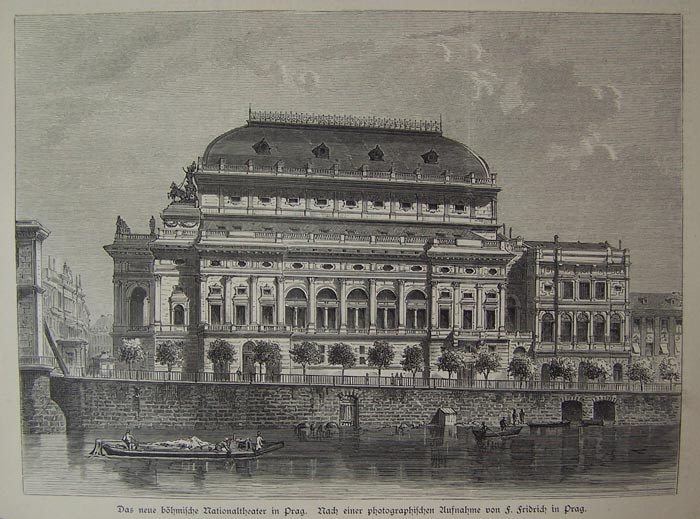
1881年当時の国民劇場

国民劇場は、チェコ国民・民族のアイデンティティと独立を体現するために建設された。当時、チェコはオーストリア帝国の一地域であったが、同じく一地域であったハンガリーがのちにオーストリアと対等の扱いを受けてオーストリア＝ハンガリー二重帝国が成立したのに対して、チェコは低く見られていた。また、当時はドイツ語による上演が多く、チェコ語で上演できる劇場はなかった。国民劇場の建設資金は、プラハを中心としたチェコ国民の寄付によるものである。
当時ドイツ語の劇場しかなかったプラハにおいて、1844年にはフランティシェク・パラツキーを中心とするチェコの愛国者たちから、チェコ語による劇場を求める声が高まり、1845年には申請を行った。建設許可を得るまでには時間を要した。その後の建設許可を受けて、1851年から「チェコ語によるチェコ人のための恒久的劇場をつくろう」 をスローガンとする国民劇場建設のための募金活動が始まった。翌年には、ヴルタヴァ川のプラハ城を望む絶好の位置の土地を購入するに至った。
1862年にはいわゆる「仮劇場」が開設され、ベドルジハ・スメタナのオペラ『売られた花嫁』を初演するなどの成果を得た。しかし、あらためて石造りの恒久的劇場が求められ、1868年5月16日に定礎式が催された。チェコ人の建築家ヨゼフ・ジーテク（Josef Zítek）と助手のヨゼフ・シュルツ（Josef Schulz）のネオ・ルネサンス様式 による設計をもとに、本格的な工事が始まった。1875年には外壁が積み上げられ、1877年には屋根がかけられた。そして1881年の完成を待つこととなった。

## オープンと火災
国民劇場は、1881年6月11日に、ベドルジハ・スメタナのオペラ『リブシェ』の初演をもって開かれた。建物内の壁画は、当時のチェコを代表する画家ミコラーシュ・アレシュやフランティシェク・ジェニーシェクが手掛けている。ほかにも緞帳を作成した画家ヴォイチェフ・ヒナイス、彫刻を手掛けたアントニーン・ワグネル（Antonín Pavel Wagner）、ボフスラフ・シュニルヒ（Bohuslav Schnirch）など、多くの芸術家が参加しており、「民族劇場の世代」、「国民劇場時代の芸術家」と称されている。
その後、劇場の仕上げを行うために閉じられている最中の8月12日に、国民劇場から火災が発生した。この火災は国民的悲劇であったが、この後の47日間で再び民衆から資金を集め、1883年には再びリブシェで国民劇場の再開を祝うこととなった。